# Systatica xanthastis
Systatica xanthastis är en fjärilsart som beskrevs av Oswald Beltram Lower 1894. Systatica xanthastis ingår i släktet Systatica och familjen mätare. Inga underarter finns listade i Catalogue of Life.